# Афанасий Ангел
Афанасий Ангел (рум. Atanasie Anghel; умер 19 августа 1713 года) — православный, затем греко-католический митрополит Трансильвании.
Родился на территории современного жудеца Хунедоара в Трансильвании, в семье православного священника в 1660-х годах. Получил образование в кальвинистской школе, а в 1698 году стал православным митрополитом Трансильвании. На должности митрополита фактически завершил процесс принятия унии православной румынской епархии Трансильвании с Римско-католической церковью.

## Биография
Афанасий родился в семье священника, принял монашество в православном монастыре в Дьюлафехерваре (в настоящее время — Алба-Юлия). В июле 1697 года умер православный митрополит Трансильвании Феофил. Афанасий стал его преемником и по существующей традиции направился к митрополиту Валахии, для рукоположения в епископы. В Валахии Афанасий встретился с прибывшем туда иерусалимским патриархом Досифеем II, который дал Афанасию негативную оценку. Досифей, известный своей антикатолической издательской деятельностью устроил Афасанию экзамен и назвал того «плохим человеком, чьё сердце не созвучно с Богом». Тем не менее Досифей выдал Афасанию рекомендации по противостоянию кальвинистам и защите православной церкви. 22 января 1698 года в Бухаресте Афанасий был рукоположен православным митрополитом Феодосием, предстоятелем митрополичьей епархии Унгро-Валахии и патриархом Иерусалимским Досифеем II в епископы и вернулся в Трансильванию, начав подготовку к унии с Католической церковью.
В октябре 1698 года собор, созванный Афанасием Ангелом в Дьюлафехерваре (Алба-Юлии) на котором присутствовало 38 протопопов, поддержал унию православной церкви в Трансильвании с Римско-католической церковью. В 1700 году епископ Афанасий Ангел и 54 протоиерея подписали акт об унии. 19 марта 1701 года указом (дипломом) императора Леопольда I уния была легализована. При заключении унии, принципы соединения, изложенные во Флорентийской унии были фактически отвергнуты из-за позиции кардинала Леопольда Коллонича. Он поставил под сомнение экклезиологический статус вступающих в унию, настоял на признании румынской церковью Тридентского Символа веры и обязал румын иметь богослова-иезуита для контроля над теологической сферой в среде униатов. Католическая сторона поставила под сомнение законность рукоположения Афанасия и он был заново посвящён католическими епископами в Вене.
Греко-католики Трансильвании были объединены в две епархии и включены в юрисдикцию латинского архиепископа Эстергома кардинала Коллонича. Император Леопольд I даровал униатам новые экономические и политические права наравне с римо-католиками. Однако эти новые права, предложенные тем, кто принял унию, фактически не были реализованы. 25 июня 1701 года Афанасий был поставлен епископом на униатскую кафедру в Алба-Юлии, которую занимал до своей смерти 19 августа 1713 года.